# 不屈不撓
《不屈不撓》是凤凰研究室开发的网络动作角色扮演游戏。游戏于2018年5月于Microsoft Windows公开测试。2019年5月，游戏推出PlayStation 4和Xbox One版本，并支持跨平台游戏。任天堂Switch版于2019年12月10日推出。PlayStation 5和Xbox Series X/S版于2021年12月2日发布。由於遊戲評價較差，2025年5月29日，遊戲下線，此後用戶無法再遊玩該遊戲。